# Municipalità locale di Breede Valley
Breede Valley è una municipalità locale (in inglese Breede Valley Local Municipality) appartenente alla municipalità distrettuale di Cape Winelands  della  provincia del Capo Occidentale in Sudafrica. 
In base al censimento del 2001 la sua popolazione è di 146.029 abitanti.
La sede amministrativa e legislativa è la città di Worcester e il suo territorio si estende su una superficie di 2.994 km² ed è suddiviso in 20 circoscrizioni elettorali (wards). Il suo codice di distretto è WC025.

## Geografia fisica

### Confini
La municipalità locale di Breede Valley confina a nord e a est  con il District Management Areas WCDMA02, a est con quella di Breede River/Winelands, a sud con quella di Theewaterskloof (Overberg) e a ovest con quelle di Stellenbosch, Drakenstein e Witzenberg.

### Città e comuni
- De Doorns
- De Wet
- Hammanshof
- Haweqwas State Forest
- Moordkuil
- Nuy
- Rawsonville
- Riviersonderend State Forest
- Stettyn
- Touwsrivier
- Voorsorg
- Wilgerboomsrivier
- Worcester
- Zweletemba

### Fiumi
- Ysterdams

### Dighe
- Brandvlei Dam
- Fonteintjieskloof Dam
- Kwaggaskloof Dam
- Lakenvlei Dam
- Moordkuil Dam
- Roode Elsberg Dam
- Stettynskloof Dam